# Huocheng
Huocheng (léase Juó-Cheng, en chino, 霍城县; pinyin, Huòchéng xiàn; literalmente, ‘ciudad Huo’) también conocida por su nombre uigur de   Korgas (en uigur: قورغاس, romanizado: Korgas, lit. 'donde se acumula la riqueza'; en chino, 霍尔果斯; pinyin, Huò'rguǒsī) es un municipio bajo la administración directa de la Prefectura Yili en la Región autónoma de Sinkiang, República Popular China. Su área es de 3545 km² y su población total para 2020 superó los 240 mil habitantes.

## Administración
Desde octubre de 2019, el condado  Huocheng se divide en 9 pueblos que se administran en 5 poblados, 3 villas 1 villa étnica.